# 正环沙鸡子
正环沙鸡子（学名：Phyllophorus ordinata）为沙鸡子科沙子鸡属的动物。在中国大陆，分布于黄海沿岸、渤海等地，多栖息于多潜伏在低潮区附近的沙泥内。该物种的模式产地在山东青岛。